# Carlos de Valois, duque de Berry
Carlos de Valois (Tours, 26 de diciembre de 1446 - 24 de mayo de 1472) fue el último hijo, y cuarto varón de Carlos VII de Francia y María de Anjou. Pasó la mayor parte de su vida en disputas con su hermano Luis XI.

## Biografía
En 1461, su hermano le cedió el Ducado de Berry. No satisfecho con esto, empezó una guerra contra su hermano aliándose a Carlos el Temerario. Finalmente, se firmó el Tratado de Conflans que obligó al rey a ceder, obteniendo Carlos el Ducado de Normandía como infantazgo adicional, del cual fue el último gobernante de facto. 
Otros problemas sobrevinieron a la relación con su hermano, sobre todo en lo referente a la guerra entre Carlos y el duque de Bretaña, como sea los hermanos se reconciliaron en abril de 1469 y a cambio de Normandía el hermano menor se convirtió en el duque de Guyena. Intentó casarse con Juana la Beltraneja y María de Borgoña, pero por instigación de su hermano, el papa Pablo II lo prohibió por consanguinidad.
Carlos de Berry murió en Burdeos en mayo de 1472 a causa de tuberculosis. Sus tierras volvieron a la Corona francesa debido a que no tuvo descendencia legitima, solo dos hijas naturales con su amante Colette de Chambes, Juana, que se hizo monja dominicana y Ana, casada en 1490 con Francisco de Volvire, barón de Ruffec, pero no tuvo descendencia.